# Yungay (Peru)

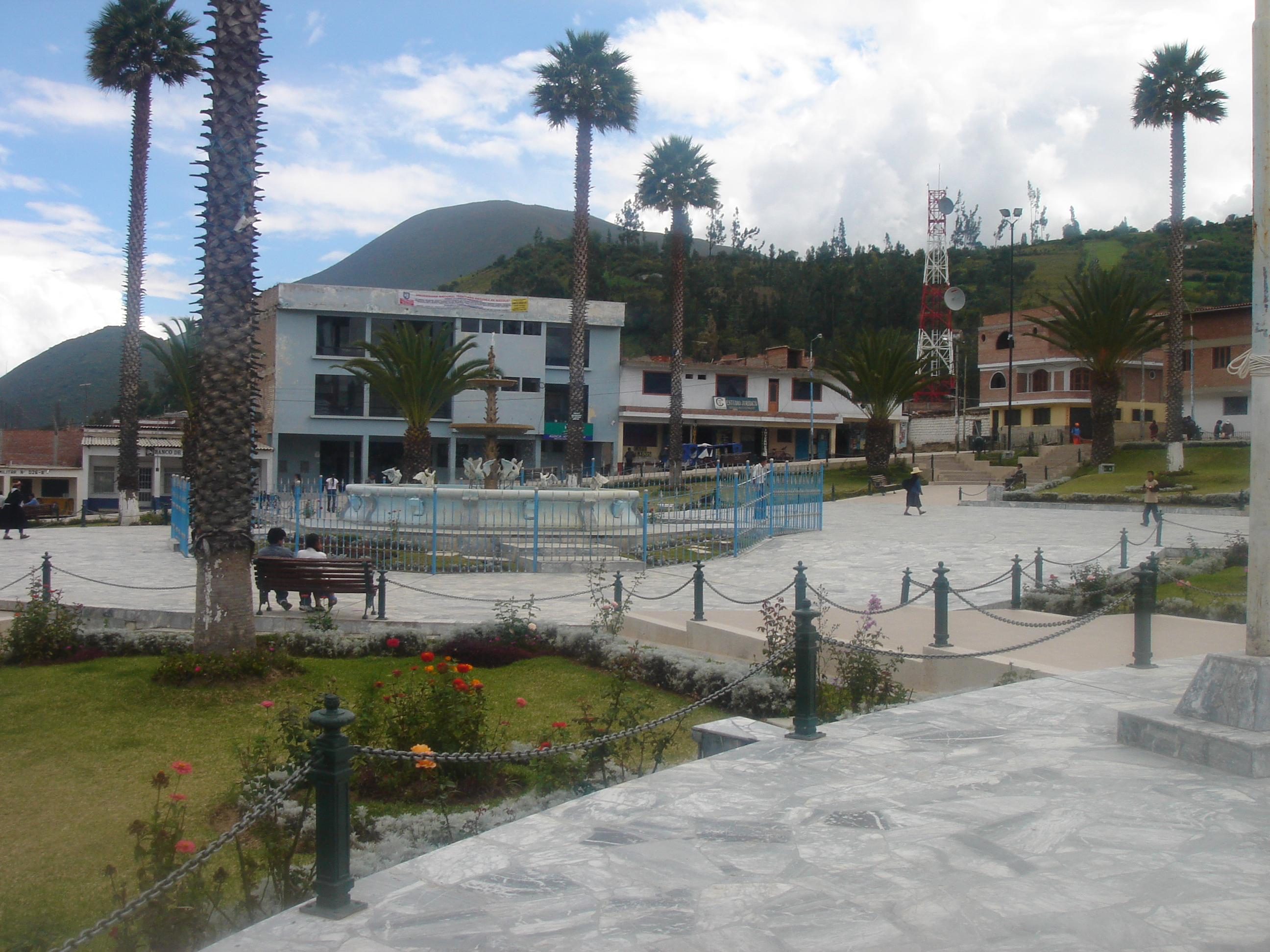
Praça central de Yungay.

A cidade peruana de Yungay é a capital da Província de Yungay, situada no Departamento de Ancash, pertencente a Região de Ancash, Peru.
O terremoto de Ânchache de 7,9 MW ocorreu no Peru com intensidade máxima de Mercalli de VIII e um deslizamento de terra enterra a cidade de Yungay. Entre 66 794 e 70 000 pessoas foram mortas e 50 000 feridas.